# F40 (Paralympics)
T40 und F40 sind Startklassen der paralympischen Sportarten für Sportler in der Leichtathletik. Zugehörigkeiten von Sportlern sind wie folgt skizziert:
Kleinwuchs.
Sportler in dieser Klasse haben Achondroplasie oder eine ähnliche Abweichung die zu Kleinwuchs führt.
Es gibt die beiden Klassen 40 und 41, die nach Körpergröße der Athleten und der Proportionalität ihrer oberen Gliedmaßen differenzieren:
- Männer dürfen in der Klasse T/F40 nicht größer sein als 130 cm mit einer maximalen Armlänge von 59 cm. Der Gesamtwert von Körpergröße und Armlänge darf nicht höher sein als 180 cm.

- Frauen dürfen in der Klasse T/F40 nicht größer sein als 125 cm mit einer maximalen Armlänge von 57 cm. Der Gesamtwert von Körpergröße und Armlänge darf nicht höher sein als 173 cm.

Zu beachten: Die Klassifizierungen und Startklassen wurden in den letzten Jahren weiter ausdifferenziert, wobei jedoch der gleiche Klassifizierungscode andere Kriterien enthalten kann.
Der IPC Classification Code 2007 enthielt die Startklassen T40 und T41 nicht.